# Une heure de tranquillité (pièce de théâtre)
Pour l’article homonyme, voir Une heure de tranquillité.
Une heure de tranquillité est une pièce de théâtre de Florian Zeller librement inspirée de la pièce de Simon Gray (en) intitulée Otherwise Engaged.
Elle a été créée au Théâtre Antoine, à Paris, le 24 janvier 2013 par Fabrice Luchini dans une mise en scène de Ladislas Chollat.

## Résumé
Un samedi, en chinant par hasard dans les allées d'une brocante, Michel déniche Me, myself and I, le premier album mythique de Neil Youart, qu'il cherchait depuis des années. Alors qu'il souhaite l’écouter tranquillement dans son salon, le monde entier semble s’être ligué contre lui : sa femme choisit justement ce moment pour lui faire une révélation inopportune, son fils débarque à l'improviste, un de ses amis frappe à la porte, sa maîtresse décide de tout révéler à sa femme, tandis que sa mère ne cesse de l’appeler sur son portable… Manipulateur, menteur et foncièrement égocentré, Michel est prêt à tout pour avoir la paix et profiter enfin d'une petite heure de tranquillité... 

## Distribution initiale
- Fabrice Luchini : Michel
- Christiane Millet : Nathalie
- Nicolas Vaude : Pavel
- Hélène Médigue : Elsa
- Xavier Aubert : Léo
- Ivan Cori : Sébastien
- Joel Demarty : Pierre

## Registre
Cette pièce, qui emprunte très clairement au registre du vaudeville et de la farce, ne ressemble en rien aux autres pièces de Florian Zeller. Selon l'auteur, il s'agirait d'une « récréation joyeuse » et serait composée comme un « exercice de style sur un registre très codé, et dont la seule ambition était de s'amuser... » Selon Fabrice Luchini, la pièce aurait les qualités d'un « Feydeau contemporain ».

## Accueil critique
« La performance de Fabrice Luchini est un régal de précision, de rythme et d’invention », selon Le Parisien. « Fabrice Luchini se révèle une fois encore exceptionnel, il apparaît plus que jamais comme un artiste rare… et la distribution est de haute qualité », selon Le Figaro. « Du grand art! », selon Elle[réf. nécessaire]. « Fabrice Luchini est magnifique… Drôle, si drôle… », selon Télérama. « Le public est aux anges », selon Les Échos[réf. nécessaire]. « L'énergie et la virtuosité de Fabrice Luchini relèvent du grand art de la comédie, dans une mise en scène dynamique, le talentueux comédien est d’une efficacité sans faille, il excelle. », selon Le Journal du dimanche[réf. nécessaire]. « Fabrice Luchini met sa puissance d’interprétation au service d’une pièce irrésistible. Une heure de Bonheur ! », selon Le Figaro Magazine.

## Adaptation
Une heure de tranquillité a été adapté au cinéma par Patrice Leconte en 2014. Christian Clavier y incarne le personnage principal. 

## Anecdotes
Le titre du 33 tours que le personnage principal cherche à écouter, Me, Myself and I (littéralement « Moi, moi-même et je ») fait référence à l'égoïsme du personnage principal. Son compositeur, Neil Youart, est un musicien fictif. Dans sa critique publiée dans Le Monde, Thomas Sotinel fait remarquer que ce nom résonne comme un homonyme de « Nihil You are », qui signifie « Tu n'es rien ». 